# Reacție Friedel-Crafts
Reacțiile Friedel–Crafts sunt tipuri de reacții chimice dezvoltate de către Charles Friedel și James Crafts în anul 1877 în urma cărora se pot adăuga substituenți la un nucleu aromatic. Există două tipuri principale de reacții Friedel–Crafts: reacții de alchilare și reacții de acilare, iar ambele tipuri debutează cu o substituție electrofilă aromatică.
Dedesubt este reprezentată schema generală a reacției Friedel–Crafts de alchilare, în care un rest alchil dintr-un derivat halogenat substituie un atom de hidrogen de pe nucleul benzenic:

## Alchilarea Friedel–Crafts
Alchilarea Friedel–Crafts presupune o reacție de alchilare a unui nucleu aromatic și se realizează cu o halogenură de alchil și în prezența unui catalizator acid Lewis tare. Se poate folosi, de exemplu, clorură ferică anhidră sau clorură de aluminiu, însă cea din urmă prezintă dezavantajul de a fi mai scumpă. Mecanismul general al reacției este:
Dezavantajul acestei reacții este faptul că produsul de reacție are un caracter nucleofil mai pronunțat decât reactantul, ceea ce duce la formarea unor produși de polialchilare. De asemenea, reacția este folositoare în general doar pentru agenți de alchilare terțiari, unii secundari și pentru agenții care duc la formarea de carbocationi stabilizați (de tip benzilic). În cazul halogenurilor de alchil primare, carbocationul incipient (R(+)---X---Al(-)Cl3) va suferi o reacție de transpoziție.

## Acilarea Friedel–Crafts
Acilarea Friedel–Crafts presupune o reacție de acilare a unui nucleu aromatic și se realizează cu cloruri de acil, în prezența unui catalizator acid Lewis (precum este clorura de aluminiu). Reacția se poate realiza și cu anhidride de acizi. Condițiile de reacție sunt similare cu cele ale alchilării Friedel-Crafts, însă acilarea prezintă unele avantaje față de alchilare. Datorită efectului atrăgător de electroni al grupei carbonil, produsul cetonic obținut este aproape întotdeauna mai puțin reactiv decât reactantul, așadar nu pot avea loc reacții de poliacilare. De asemenea, în acest caz nu au loc transpoziții ale carbocationilor, întrucât cationul aciliu format se stabilizează prin structuri de rezonanță.